# Catedral de Ávila
A Catedral del Salvador de Ávila é considerada como a primeira catedral gótica da Espanha. Tem influências francesas e certa semelhança com a Basílica de Saint-Denis, a primeira igreja gótica. Em 1172, Alfonso VIII decidiu alargar o edifício original e encomendou o projeto ao construtor e mestre francês, Fruchel.
Foi projetada como fortaleza e como templo, sendo sua abside um dos cubos da muralha. Está rodeada de várias casas ou palácios senhoriais, sendo os mais importantes o de los Velada, o de el Rey Niño e o de Valderrábanos, os quais tinham como destino a defesa de La Puerta de los Leales ou del Peso de la Harina. Certamente que Afonso VIII não teve a ideia de construir uma catedral como a actual porque queria uma “catedral gótica”: este projecto visava sobretudo exaltar Ávila como uma basílica que demonstrasse o poder do reino de Castela, que se encontrava numa fase de expansão ou “reexpansão”. Se lermos sob este prisma, o interior do deambulatório da catedral torna-se mais claro, dada a sua estreita relação (estrutural) com a igreja da abadia de Saint-Denis, oficialmente conhecida como a primeira arquitetura gótica da Europa e local de sepultamento dos reis de França.
De qualquer modo, se olharmos para o enorme exterior fortificado, seria difícil imaginar um contraste mais gritante no interior: o duplo deambulatório, com telhados radiais do mesmo tamanho, pareceria no papel muito semelhante à Abadia de Saint-Denis, excepto pela escolha do material. Mas as colunas são também muito finas, talvez até mais finas do que em Saint Denis. Entretanto, nota-se uma atmosfera menos "nobre" devido ao acabamento um pouco mais severo (Sugerius enviou as colunas da Roma antiga para Saint Denis) e às proporções inevitavelmente um pouco mais austeras, mas o efeito espacial continua a ser notável.